# لينيا شمالية
لينيا شمالية (الاسم العلمي: Linnaea borealis) هي نوع من النباتات يتبع جنس اللينيا من الفصيلة المعزية الورق.